# Donovan
Donovan Philips Leitch (født i Maryhill, Glasgow), 10. maj 1946) er en skotsk visesanger, komponist og guitarist. Han viste sig tidligt som en musikalsk eklektiker, som både har lavet rene rockalbum og jazzalbum. Han blev også en af frontfigurerne indenfor hippiebevægelsen. Han blev i starten omtalt som det britiske svar på Bob Dylan, men de er som artister så forskellige, at enhver sammenligning er forkert.[kilde mangler]

## Karriere
Donovan blev først kendt i England i 1964 efter sin optræden i tv-showet Ready Steady Go!. Gennem sange som «Universal Soldier» og «Donna, Donna» vandt han både europæisk og amerikansk berømmelse. Han fik pladekontrakt med Pye Records, som koblede ham sammen med pladeproducenten Mickie Most. Sammen stod de for en række millionsælgere.
Donovan var på ingen måde en traditionel visesanger, men bevægede sig langt over i pop og rock. På pladerne fik han Jeff Beck Group, Jimmy Page og John Paul Jones fra Led Zeppelin, Danny Thompson fra Pentangle, Klaus Voorman fra Manfred Mann, Ronnie Wood fra The Small Faces og senere The Rolling Stones, Graham Nash fra Hollies og senere Crosby, Stills, Nash & Young, Chris Spedding, Jess Ed Davis, Peter Frampton fra The Herd og The Humble Pie, Henry McCullough fra The Wings, Jim Gordon, Jim Keltner, Nicky Hopkins m.fl. med sig. 
I slutningen af 1967 skrev Donovan to sange til Ken Loachs film Poor Cow. "Be Not Too Hard" var en musikalsk udlægning af Christopher Logues digt September Song, og det blev senere indspillet af kunstnere som Joan Baez og Shusha Guppy. Titelsporet, oprindeligt med titlen "Poor Love", var B-siden i hans næste single, Jennifer Juniper, som blev inspireret af Jenny Boyd, søster til George Harrisons kone, Pattie Boyd, og blev et top 40-hit i USA . Donovan udviklede interesse for østlig mystik og hævder at have interesseret Beatles i transcendental meditation.[kilde mangler]
I 1968 rejste Donovan til Rishikesh i Indien for at lære meditation af guruen Maharishi Mahesh Yogi sammen med The Beatles, Mike Love fra The Beach Boys, Mia Farrow m.fl. Under opholdet lærte han John Lennon og Paul McCartney forskellige typer fingerspil, som man kan høre et ypperligt eksempel på i Lennons sang Julia på The Beatles' White Album. I løbet af de uger, de tilbragte i Indien, komponerede Donovan blandt andet «Hurdy Gurdy Man», som George Harrison skrev flere strofer til. Harrisons strofer blev ikke brugt på LP'en (ved samme navn). Der findes imidlertid en seks minutter langt koncertoptagelse med Donovan på pladen Greatest Hits. Picture Disc, hvor han også fremfører de strofer, som George Harrison forfattede. Opholdet i Indien virkede kunstnerisk forløsende både på Donovan og på Lennon og McCartney, som alle komponerede en masse nye sange i hinandens selskab og i den rolige atmosfære, som trods alt herskede.
Donovan var tilstede under indspilningen af The Beatles’ dobbelt-LP, The White Album. Fra en pause i optagelserne satte Paul McCartney og Donovan sig ned med hver sin akustiske guitar og spillede sange for hinanden og småsnakkede, mens John Lennon gav nogle kommentarer fra kontrolrummet. Optagelserne er blevet udsendt både på LP og CD gennem bootleg-albummet The Beatles. No. 3 Abbey Road NW8. Paul spiller og synger dele af «How Do You do», «Blackbird» og «Heather», mens Donovan fremfører «The Unicorn», «Mr. Wind», «The Walrus & the Carpenter» og «Land of Gisch».
Den dobbelte CD Troubadour. The Definitive Collection 1964-1976 giver et repræsentativt og godt billede af Donovans repertoire i de perioder, hvor han frekventerede hitlisterne. Donovan er stadig aktiv som artist og høster stadig gode anmeldelser for sine album. Hans foreløbig sidste album, Beat Café, blev udgivet i 2004 og fik fine anmeldelser i de store musikmagasiner.

## Diskografi
- What's Bin Did and What's Bin Hid, a.k.a. Catch the Wind (1965)
- Fairytale (1965)
- Sunshine Superman (1966)
- Mellow Yellow (1967)
- A Gift from a Flower to a Garden (1967)
- The Hurdy Gurdy Man (1968)
- Barabajagal (1969)
- Open Road (1970)
- HMS Donovan (1971)
- Cosmic Wheels (1973)
- Essence to Essence (1973)
- 7-Tease (1974)
- Slow Down World (1976)
- Donovan (1977)
- Neutronica (1980)
- Love Is Only Feeling (1981)
- Lady of the Stars (1984)
- One Night in Time (1993)
- Sutras (1996)
- Pied Piper (2002)
- Sixty Four (2004)
- Brother Sun, Sister Moon (2004)
- Beat Cafe (2004)
- Ritual Groove (2010)
- The Sensual Donovan (2012)
- Shadows of Blue (2013)
- Lunarian (2021)